# Pirtó
Pirtó là một thị trấn thuộc hạt Bács-Kiskun, Hungary. Thị trấn này có diện tích 34,48 km², dân số năm 2010 là 969 người, mật độ 28 người/km².